# چروکی پس (میزوری)
چروکی پس (به انگلیسی: Cherokee Pass) یک منطقهٔ مسکونی در ایالات متحده آمریکا است که در شهرستان مدیسون، میزوری واقع شده‌است. چروکی پس ۲۹۸٫۱ متر بالاتر از سطح دریا واقع شده‌است.